# Vága kommuna
Vága kommuna is een gemeente in het oosten van het eiland Eysturoy, op de Faeröer. De hoofdplaats is Miðvágur.
De gemeente is op 1 januari 2009 ontstaan door de samenvoeging van de gemeenten Miðvágs kommuna en Sandavágs kommuna en omvat de plaatsen Miðvágur, Sandavágur en Vatnsoyrar.